# Bronisław Wróblewski

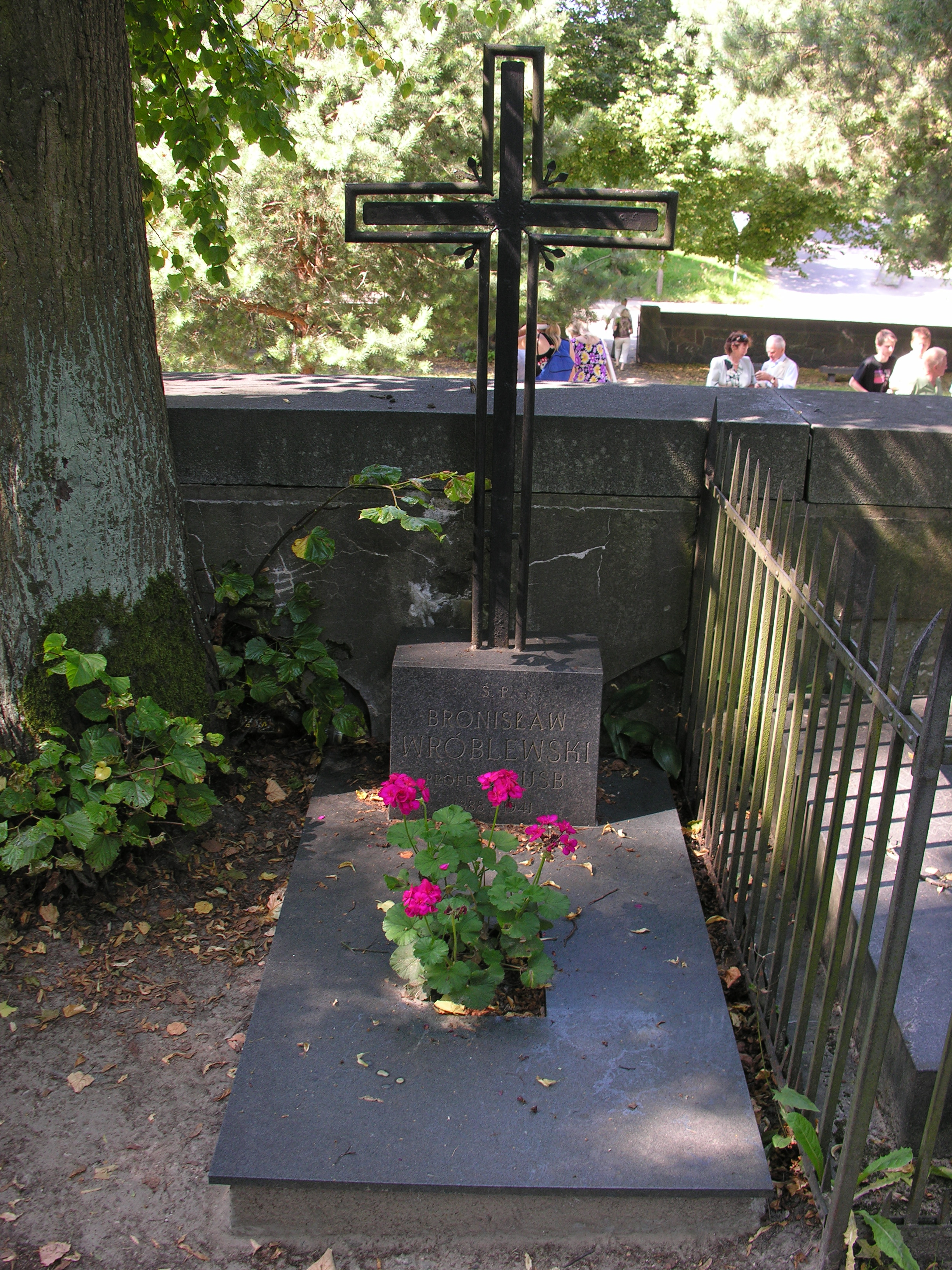
Grób Bronisława Wróblewskiego na cmentarzu Na Rossie w Wilnie

Bronisław Wróblewski (ur. 1 listopada?/13 listopada 1888 w Twerze, zm. 26 sierpnia 1941 w Wilnie) – teoretyk prawa i kryminolog, profesor prawa karnego na Uniwersytecie Stefana Batorego (USB) w Wilnie.

## Życiorys
Wywodził się ze starej rodziny szlacheckiej herbu Ślepowron  z okolicy Puciłki.  Był synem Józefa i Julii ze Smolechowskich. Był właścicielem majątku w Wiżulanach.
Maturę uzyskał jako ekstern w Warszawie w roku 1910. Studia filozoficzne i prawnicze odbył w Krakowie (Uniwersytet Jagielloński), Dorpacie (obecnie Tartu) oraz w Moskwie. Edukację uzupełniał również w Paryżu i Rzymie. Dyplom I stopnia uzyskał w 1915. W tym samym roku pracował na Wydziale Prawnym Uniwersytetu Moskiewskiego jako asystent l Leona Petrażyckiego, a następnie w latach 1917/18 wykładał na Wyższych Kursach dla urzędników skarbowych w Moskwie. Po odzyskaniu przez Polskę niepodległości, w latach 1918–1921 pracował w Wydziale Prawnym Ministerstwa Spraw Wewnętrznych w Warszawie. Równocześnie prowadził wykłady z prawoznawstwa karnego w Wolnej Wszechnicy Polskiej. W 1921 r. objął Katedrę Prawa i Postępowania Karnego na Uniwersytecie Stefana Batorego (USB) w Wilnie. Trzydziestotrzyletni wówczas Wróblewski rozpoczął pracę naukową, której spuścizna zawiera najważniejsze działa Jego kariery zawodowej, skupiającej się zagadnień z prawa karnego, w tym z etyki, filozofii, teorii oraz socjologii prawa, polityki kryminalnej, jak również lingwistyki prawniczej, metodologii kryminologicznej, oraz penologii. W 1922 roku w ramach zastępstwa objął prowadzenie wykładów z „prawa i procedury karnej”. Rok później został mianowany profesorem nadzwyczajnym tego przedmiotu. W latach 1934–1936 Bronisław Wróblewski objął funkcję dziekana Wydziału Prawa i Nauk Społecznych USB oraz w latach 1936–1937 funkcję prodziekana tegoż Wydziału. W 1915 r. w czasie studiów w Dorpacie został przyjęty w poczet Konwentu Polonia – najstarszej polskiej korporacji akademickiej, której aktywnym członkiem pozostał do końca życia. W latach 1934–38 był kuratorem Konwentu z ramienia Senatu USB. Z okazji obchodów 100-lecia Konwentu Polonia opublikował własnym nakładem książkę "Ideologia korporacyj akademickich" (Wilno, 1928), którą dedykował Konwentowi.
Zmarł na zawał serca bądź udar mózgu podczas rewizji jego wileńskiego mieszkania przez hitlerowców, czego świadkiem była cała rodzina. Został pochowany na cmentarzu Na Rossie.

## Życie prywatne
26 listopada 1921 w Warszawie zawarł związek małżeński z Krystyną Marią Karoliną Hirschberg, córką Karola i Marianny z Jędrzejewskich. Z tego związku miał dwójkę dzieci – malarza Andrzeja Wróblewskiego i teoretyka prawa Jerzego Wróblewskiego.

## Praca naukowa
W swojej pracy naukowej inspirował się dziełami francuskiego pioniera nowoczesnej socjologii Emila Durkheima, który to zajmował się m.in. socjologiczną funkcją języka i pierwotnym znaczeniem świadomości w badaniu zjawisk społecznych (inaczej np. niż Marks). W tym względzie Wróblewski rozwijał idee Durkheima, kładąc szczególny nacisk na aspekt socjologiczny w badaniu zjawisk prawnych. Do dziś dla wielu teoretyków prawa jest to jedyna droga poznania i badania zjawisk prawnych (realizm prawniczy).
Definicja i zakres polityki kryminalnej stworzone przez Wróblewskiego są obowiązujące obecnie, a w ciągu ubiegłych kilku dekad ulegały licznym zmianom. Ujęcie polityki kryminalnej jako działu kryminologii badającego działania organów władzy oraz społeczeństwa, skierowanych na zapobieganie i zwalczanie przestępczości jest również w myśl Wróblewskiego – ogółem zasad, wedle których państwo powinno postępować w walce z przestępstwem, a ponadto ułatwiać społeczeństwu walkę z przestępstwem.
W późniejszym okresie twórczości profesora uwagę Wróblewskiego przykuł negatywny stosunek społeczeństwa do sędziów. Po części z tegoż powodu, wraz ze swoim wieloletnim uczniem Witoldem Świdą postanowił przyjrzeć się baczniej osobie sędziego, przeprowadzając pierwsze w Polsce empiryczne badania poglądów sędziów na stosowanie prawa. To z kolei zapoczątkowało dyskurs nad sędziowskim wymiarem kary, czyli jedną z fundamentalnych kwestii wymiaru sprawiedliwości. Do dziś jest to ważki temat kryminologii.
Wprowadził przyjmowane powszechnie do dziś rozróżnienie między językiem prawnym (językiem, w którym formułowane jest prawo) oraz językiem prawniczym (językiem, w którym formułowane są wypowiedzi o prawie, a zatem językiem stanowiącym metajęzyk w stosunku do języka prawnego).
Oddziaływanie twórczości Wróblewskiego możemy dostrzec u wspomnianego już Witolda Świdy, Jerzego Wróblewskiego, Igora Andrejewa, Tomasza Kaczmarka, Stanisława Stommy, Marii Boruckiej-Arctowej i wielu innych badaczy.
Ostatnia książka  karnisty "Język prawny i prawniczy" ukazała się pośmiertnie w 1948 roku nakładem Polskiej Akademii Umiejętności, za sprawą Romana Ingardena i Władysława Woltera. Traktat o wojnie, nad którym w ostatnich miesiącach życia pracował profesor, nigdy nie został wydany. Rękopis pozostaje zaginiony.
W 2020 roku, w serii Horyzonty Filozofii Prawa, Biblioteka Palestry ukazała się książka poświęcona osobie oraz wybranym poglądom wileńskiego uczonego, autorstwa Tomasza Snarskiego, pt. Wróblewski.
„Wróblewski” Tomasza Snarskiego, książka dedykowana mieszkańcom Wilna, byłym i obecnym, w serii wydawniczej Horyzonty Filozofii Prawa, Biblioteka Palestry, Sopot 2020,  poświęcona myśli wileńskiego uczonego związanego z Uniwersytetem Stefana Batorego w Wilnie -  Bronisława Wróblewskiego, twórcy pierwszej teorii polityki kryminalnej na gruncie nauki polskiej, prekursora penologii, składająca się z dwóch części (wraz z szeroką listą źródeł): pierwszej zawierającej tekst źródłowy wileńskiego profesora pt. „Prawo karne a moralność. Szkoła humanistyczna prawa karnego” i drugiej autorstwa wykładowcy Wydziału Prawa Uniwersytetu Gdańskiego pt. „Bronisław Wróblewski jako filozof prawa karnego. Kilka uwag na temat moralnego i pedagogicznego uwikłania prawa karnego”, z podkreśleniem Tomasza Snarskiego:  „Dorobek naukowy Bronisława Wróblewskiego, pomimo upływu lat, pozostaje aktualny wobec wielu zagadnień współczesnej nauki prawa karnego, jak i refleksji filozoficznej nad karą, prawem karnym czy sprawiedliwością.” i zamykającym dzieło gdańszczanina (z wileńskimi korzeniami) pytaniem: „Czy jesteśmy przygotowani, by ustawicznie poszerzać nasze horyzonty filozofii prawa karnego?”.

## Odznaczenia
- Krzyż Komandorski Orderu Odrodzenia Polski (1938)[14]